# 10 januari
10 januari är den 10:e dagen på året i den gregorianska kalendern. Det återstår 355 dagar av året (356 under skottår).

## Återkommande bemärkelsedagar

### Helgdagar
- Bahamas: Majoritetsdagen
- Benin: Fête du Vodoun

### Övriga
- Falklandsöarna: Margret Thatcher-dagen
- Mazarinernas dag[1]

## Namnsdagar

### I den svenska almanackan
- Nuvarande – Sigurd och Sigbritt
- Föregående i bokstavsordning
  - Nikanor – Namnet fanns, till minne av en cypriotisk martyr från 000-talet, på dagens datum från 1700-talet till 1901, då det utgick.
  - Paulus – Namnet fanns på dagens datum fram till 1700-talet, då det utgick.
  - Sigbritt – Namnet infördes 1986 på 15 februari, men flyttades 2001 till dagens datum.
  - Sigmund – Namnet infördes 1747 på 6 maj i formen Sigismund. 1901 förkortades det till Sigmund och flyttades 1993 till dagens datum samt utgick 2001.
  - Sigrun – Namnet infördes på dagens datum 1986, men utgick 1993.
  - Sigurd – Namnet infördes på dagens datum 1901 och har funnits där sedan dess.
  - Sigyn – Namnet infördes på dagens datum 1986, men flyttades 1993 till 16 augusti och utgick 2001.
- Föregående i kronologisk ordning
  - Till 1700-talet – Paulus eremiten
  - 1700-talet–1900 – Nikanor
  - 1901–1985 – Sigurd
  - 1986–1992 – Sigurd, Sigyn och Sigrun
  - 1993–2000 – Sigurd och Sigmund
  - Från 2001 – Sigurd och Sigbritt
- Källor
  - Brylla, Eva (red.): Namnlängdsboken, Norstedts ordbok, Stockholm, 2000. ISBN 91-7227-204-X
  - af Klintberg, Bengt: Namnen i almanackan, Norstedts ordbok, Stockholm, 2001. ISBN 91-7227-292-9

### Finlandssvenska almanackan
- Nuvarande från 1929[2] – Sigurd

- I föregående revideringar[a][3]
  - inga ändringar sedan 1929

## Händelser
- 49 f.Kr. – Sedan den romerska senaten tre dagar tidigare har beslutat att Julius Caesar, som har slagit läger vid floden Rubicon, måste lämna befälet över sin armé, svarar han genom att gå över floden med sina trupper och, med de berömda orden ”Tärningen är kastad”, därmed inleda det romerska inbördeskriget.
- 236 – Sedan Anterus har avlidit den 3 januari väljs Fabianus till påve.[4]
- 976 – Basileios II blir bysantinsk kejsare, sedan hans bror Johannes I Tzimiskes har avlidit samma dag.
- 1072 – Den normandiske hertigen Robert Guiscard intar Palermo på Sicilien och snart därefter är hela ön i normandernas händer.
- 1475 – Moldaverna besegrar under Stefan III:s ledning de osmanska trupperna i slaget vid Vaslui.
- 1776 – Den brittisk-amerikanske radikale skriftställaren Thomas Paine publicerar pamfletten Common Sense, som får stor inverkan på de amerikanska koloniernas frihetskamp mot Storbritannien.
- 1806 – Sedan britterna två dagar tidigare har återerövrat Kapkolonin från de nederländska kolonisatörerna kapitulerar nu även den nederländska garnisonen i Kapstaden till britterna.
- 1810 – Den franske kejsaren Napoleon I lyckas få sitt äktenskap med Joséphine de Beauharnais upplöst, eftersom hon är steril och inte kan föda honom några tronarvingar.
- 1851 – Johan August Gripenstedt tillträder som Sveriges tillförordnade finansminister. I oktober tillträder Otto Palmstierna som ordinarie, men Gripenstedt efterträder i sin tur honom 1856.
- 1863 – Första sträckan på Londons tunnelbana, som går mellan Paddington och Farringdon Street, öppnas för trafik. Detta är den första tunnelbanan i världen och Londons är därmed världens äldsta.
- 1869 – En jordbävning, med magnituden 7,5 på richterskalan, inträffar vid Assam i Indien.
- 1904 – Första svenska Antarktisexpeditionen under Otto Nordenskjölds ledning återvänder till Stockholm.
- 1920 – Nationernas förbund håller sin första session och ett av ärendena på dagordning är att ratificera Versaillesfreden.
- 1923 – Litauen annekterar Memelområdet vid Östersjökusten från Tyskland.
- 1924 – Arbetslösa från Stockholm anländer till Sundsvall för att ersätta de strejkande renhållningsarbetarna och mottas med demonstrationer.
- 1929
  - Sedan Lev Trotskij har försökt utmana Josef Stalin i kampen om makten i Sovjetunionen har han 1927 blivit avstängd från alla sina politiska uppdrag och blir nu utvisad ur landet. Han går i exil till olika länder, innan han till slut hamnar i Mexiko, där han blir mördad av sovjetiska agenter 1940.
  - Illustratören Georges Remi (mest känd under pseudonymen Hergé) publicerar första delen av sin serieföljetong Tintin i Sovjet i den belgiska tidningen Le XXème Siècles barnbilaga Le Petit Vingtième. Fram till sin död 1983 kommer Hergé skapa 23 seriealbum om journalisten Tintin, varav de första åtta går som följetonger i tidningen.
- 1933 – Röda Korset startar en kampanj för att hjälpa svältande svenska barn.
- 1940 – Under finska vinterkriget överförs en operativ svensk flygstyrka till Kemi i Finland, för att bistå landet i kampen mot Sovjet. Svenska regeringen hade givit sitt tillstånd till att ett frivilligt flygförband fick organiseras och att ställa fem B 4 Hawker Hart, och tolv J 8 Gloster Gladiator till flottiljens förfogande. Vid den tidpunkten motsvarade det en tredjedel av Flygvapnets jaktflyg.
- 1946 – Den nygrundade fredsbevarande internationella organisationen Förenta nationerna inleder sin första session i London, varvid 51 deltagarnationer finns representerade (dock inte Sverige, som blir medlem först 19 november samma år).
- 1947 – Doktorerna Hubert Loring och C.E. Schwerdt vid Stanford University i Kalifornien meddelar, att de för första gången har lyckats isolera poliovirus, vilket innebär ett genombrott i bekämpandet av sjukdomen barnförlamning. 1954 presenteras ett fungerande vaccin mot sjukdomen.
- 1952 – Det amerikanska fartyget Flying Enterprise sjunker i Engelska kanalen. Räddningsarbetet får sedermera kritik, eftersom man kommer fram till, att fartyget kunde ha klarat sig, genom att bege sig mot den närmaste hamnen, Cork på Irland.
- 1953 – Sedan direktören och industriledaren Carl August Wicander har avlidit den 27 december året innan blir hans bostad Harpsunds säteri officiell fritids- och representationsbostad för Sveriges statsminister, enligt önskan i Wicanders testamente.
- 1954 – Ombord på flygplanet BOAC Flight 781, som är på väg från Rom till London, inträffar en explosion, som gör att planet bryts i tre delar och störtar i Medelhavet. Samtliga ombordvarande 6 besättningsmedlemmar och 29 passagerare (varav 10 barn) omkommer.
- 1957 – Sedan den brittiske premiärministern Anthony Eden har avgått dagen före (på grund av kritik mot hans agerande under Suezkrisen året före och vacklande hälsa), efterträds han både som premiärminister och de konservativas partiledare av Harold Macmillan.
- 1962 – En lavin på Perus högsta berg Nevado Huascarán kräver cirka 4 000 dödsoffer.
- 1968 – Det undantagstillstånd, som har rått i Indien sedan kriget mot Kina 1962, upphävs.
- 1969 – Sverige erkänner Nordvietnam. Detta väcker irritation i USA (som just då befinner sig i krig med landet) och övriga nordiska länder är inte beredda att följa Sveriges linje.
- 1982 – Minst 250 personer fryser ihjäl under en och samma dag i rekordkyla i USA.
- 1984 – USA och Vatikanstaten upprättar fullständiga diplomatiska förbindelser.
- 1987 – Den dittills lägsta temperaturen någonsin i Sverige, –52 grader, uppmäts i Nattavaara. (Saknar källa på denna!. Kan någon hjälpa mej att redigera korrekt? Enligt SMHI  https://www.smhi.se/kunskapsbanken/meteorologi/svenska-temperaturrekord/det-svenska-koldrekordet-1.5114 var det kallare både 1941 och 1966. Tack på förhand.
- 1989
  - För första gången på länge finns inget underskott i den svenska statsbudgeten. Löfte ges om att valutaregleringen ska avskaffas.
  - Kuba påbörjar tillbakadragandet av sina trupper från Angola. De kubanska trupperna har befunnit sig i landet sedan 1975, som ett led i väst- och östvärldens kamp om Afrika under kalla kriget.
- 2004 – Alexandra Fossmo blir mördad i uppländska Knutby av barnflickan Sara Svensson (på anstiftan av Alexandras man Helge Fossmo). Händelsen blir ett i Sverige mycket uppmärksammat mordfall, som får namnet Knutbydramat.

## Födda
- 1573 – Simon Marius, tysk astronom
- 1765 – Adolph Ribbing, svensk greve, inblandad i komplotten mot och mordet på Gustav III
- 1769 – Michel Ney, fransk militär, marskalk av Frankrike
- 1790 – Anders Abraham Grafström, svensk präst, poet historiker, riksdagsman och ledamot av Svenska Akademien
- 1800 – Lars Levi Læstadius, svensk präst, väckelseledare, författare och botanist
- 1812 – Joshua Hill, amerikansk politiker, senator för Georgia
- 1844 – Gustaf Johansson, finländsk kyrkoman, Finlands ärkebiskop
- 1862 – Reed Smoot, amerikansk republikansk politiker och religiös ledare, senator för Utah
- 1866 – Ludwig Aschoff, tysk läkare och patolog
- 1871 – Enrica von Handel-Mazzetti, österrikisk författare
- 1880
  - Karl Adrien Wettach, schweizisk clown med artistnamnet Grock
  - Gull Natorp, svensk skådespelare
- 1882 – Josua Bengtson, svensk skådespelare
- 1883 – Alfred Saalwächter, tysk sjömilitär, generalamiral
- 1887 – Robinson Jeffers, amerikansk poet
- 1891 – Louis A. Johnson, amerikansk advokat och demokratisk politiker, USA:s försvarsminister
- 1901 – Henning von Tresckow, tysk generalmajor
- 1903
  - Flaminio Bertoni, italiensk bilformgivare
  - Barbara Hepworth, brittisk skulptör
- 1904 – Ray Bolger, amerikansk skådespelare samt sång- och dansman, mest känd i rollen som Fågelskrämman i filmen Trollkarlen från Oz 1939
- 1906 – Werner Fuetterer, tysk skådespelare
- 1908
  - Paul Henreid, österrikisk-amerikansk skådespelare
  - Bernard Lee, brittisk skådespelare, mest känd i rollen som M i filmerna om James Bond
- 1912 – Maria Mandl, SS-Lagerführerin i koncentrationslägret Auschwitz-Birkenau
- 1915 – Dean Dixon, amerikansk dirigent, bland annat chefsdirigent för Göteborgs Symfoniker
- 1916 – Sune Bergström, svensk biokemist, professor, mottagare av Nobelpriset i fysiologi eller medicin 1982
- 1917 – Jerry Wexler, amerikansk låtskrivare samt musikjournalist och musikproducent
- 1918
  - Arthur Chung, guyansk politiker, Guyanas president
  - Kåge Sigurth, svensk tv-producent och manusförfattare
- 1923 – Gertrud Sigurdsen, svensk socialdemokratisk politiker, Sveriges socialminister
- 1924 – Max Roach, amerikansk jazztrumslagare
- 1929 – Göte Wilhelmson, svensk pianist och orkesterledare
- 1934 – Leonard Boswell, amerikansk demokratisk politiker, kongressledamot
- 1936 – Robert Woodrow Wilson, amerikansk fysiker och radioastronom, mottagare av Nobelpriset i fysik 1978
- 1938
  - Lois Capps, amerikansk demokratisk politiker, kongressledamot
  - Donald Knuth, amerikansk datalog och matematiker
- 1939
  - Sal Mineo, amerikansk skådespelare
  - Scott McKenzie, amerikansk musiker
- 1944 – Rory Byrne, sydafrikansk formel 1-formgivare för bland annat Ferrari
- 1941 – Tom Clarke, brittisk parlamentsledamot för Labour
- 1942 – Walter Hill, amerikansk filmregissör, manusförfattare och filmproducent
- 1945 – Rod Stewart, brittisk sångare
- 1949
  - George Foreman, amerikansk boxare
  - Linda Lovelace, amerikansk porrskådespelare
- 1957
  - Anders Englund, åländsk centerpartistisk politiker
  - Greg Walden, amerikansk republikansk politiker, kongressledamot
- 1959 – Chris Van Hollen, amerikansk demokratisk politiker, kongressledamot
- 1961 – Bill Shuster, amerikansk republikansk politiker, kongressledamot
- 1963
  - Mark Pryor, amerikansk demokratisk politiker, senator för Arkansas
  - Michael Wiedenkeller, svensk schackspelare
- 1967 – Magnus Krepper, svensk skådespelare, dansare och sångare
- 1972 – Thomas Alsgaard, norsk längdskidåkare
- 1978 – Hossein Tavakkoli, iransk tyngdlyftare
- 1979 – Henrik Tallinder, svensk ishockeyspelare
- 1981
  - Eeva Kalli, finländsk politiker
  - Jared Kushner, amerikansk politisk rådgivare, affärsman och jurist
- 1985 – Robert Nilsson, svensk ishockeyspelare
- 1992 – Anton Abele, svensk aktivist, debattör, krönikör och moderat politiker, riksdagsledamot

## Avlidna
- 314 – Miltiades, påve
- 681 – Agatho, påve
- 1276 – Gregorius X, påve, helgon
- 1645 – William Laud, engelsk prelat, ärkebiskop av Canterbury
- 1778 – Carl von Linné, svensk naturforskare, läkare, biolog, botaniker och författare
- 1800 – Johan Wikmanson, svensk kompositör
- 1811 – Marie-Joseph Chénier, fransk författare
- 1833 – Adrien-Marie Legendre, fransk matematiker
- 1824 – Viktor Emanuel I, kung av Sardinien
- 1862 – Samuel Colt, amerikansk uppfinnare och vapentillverkare, känd för att ha patenterat världens första användbara revolver
- 1870 – Victor Noir, fransk journalist
- 1883 – Lot M. Morrill, amerikansk republikansk politiker, USA:s finansminister
- 1886
  - Benjamin F. Conley, amerikansk republikansk politiker och affärsman, guvernör i Georgia
  - Anders Johan Sandstedt, svensk hemmansägare och riksdagsman
- 1892 – Carl Johan Dyfverman, svensk skulptör
- 1909 – John Conness, irländsk-amerikansk politiker och affärsman, senator för Kalifornien
- 1917 – William Frederick Cody, amerikansk buffeljägare och grundare av en Vilda Västern-cirkus med artistnamnet Buffalo Bill
- 1922 – Axel Engdahl, svensk skådespelare och revyförfattare
- 1934 – Marinus van der Lubbe, nederländsk murargesäll och kommunist, dömd för att ha anlagt riksdagshusbranden i Berlin 1933
- 1944 – Frederick B. Fancher, amerikansk republikansk politiker, guvernör i North Dakota
- 1946 – László Bárdossy, ungersk diplomat och politiker, Ungerns premiärminister
- 1949 – Othon Friesz, fransk postimpressionistisk målare och formgivare
- 1951
  - Sinclair Lewis, amerikansk författare, mottagare av Nobelpriset i litteratur 1930
  - Yoshio Nishina, japansk fysiker
- 1957 – Gabriela Mistral, chilensk poet och diplomat, mottagare av Nobelpriset i litteratur 1945
- 1961 – Dashiell Hammett, amerikansk författare av detektivromaner
- 1971
  - Gabrielle Bonheur, fransk modeskapare under artistnamnet Coco Chanel
  - Oscar Rundqvist, svensk sångare och multimusiker
  - Stina Ståhle, svensk skådespelare
- 1973 – Lasse Krantz, svensk skådespelare, sångare och revyartist
- 1981 – Richard Boone, amerikansk skådespelare
- 1985
  - Anton Karas, österrikisk musiker och cittraspelare, känd för att ha komponerat The Harry Lime Theme till filmen Den tredje mannen 1949
  - Volodja Semitjov, rysk-svensk journalist och manusförfattare
- 1986 – Jaroslav Seifert, tjeckisk poet, mottagare av Nobelpriset i litteratur 1984
- 1991 – Jan von Zweigbergk, svensk skådespelare och regiassistent
- 1994 – Sven-Erik Bäck, svensk tonsättare, violinist och pedagog
- 1997 – Alexander Robertus Todd, brittisk kemist, mottagare av Nobelpriset i kemi 1957
- 2003 – C. Douglas Dillon, amerikansk politiker och diplomat, USA:s finansminister
- 2005
  - Spencer Dryden, amerikansk musiker, trumslagare i gruppen Jefferson Airplane
  - Josephine Charlotte, belgisk prinsessa, storhertiginna av Luxemburg
  - José Manuel Pérez, spansk motorcyklist
- 2007 – Carlo Ponti, italiensk filmproducent
- 2008 – Maila Nurmi, finsk-amerikansk skådespelare
- 2009
  - Coosje van Bruggen, nederländsk konstnär och skulptör
  - Sidney Wood, amerikansk tennisspelare, vinnare av Wimbledonmästerskapen 1931
- 2010
  - Gösta Bredefeldt, svensk skådespelare
  - Ulf Olsson, svensk man, dömd mot sitt nekande för Helénmordet
- 2011
  - Maria Eriksson, Sveriges äldsta levande person sedan 2009
  - John Evert Härd, svensk germanist, professor i tyska vid Uppsala universitet
  - Margaret Whiting, amerikansk sångare
- 2012 – Frank Cook, brittisk parlamentsledamot för Labour
- 2013
  - Cacka Israelsson, svensk sångare och idrottsman
  - Hansi Schwarz, svensk musiker och festivalarrangör, grundare av Hootenanny Singers och Visfestivalen i Västervik
- 2014 – Sten Gustafsson, svensk sångare med artistnamnet Billy Gezon
- 2015
  - Taylor Negron, amerikansk skådespelare och komiker
  - Francesco Rosi, italiensk filmregissör och manusförfattare
  - Robert Stone, amerikansk författare
- 2016 – David Bowie, brittisk sångare och låtskrivare
- 2017
  - Roman Herzog, tysk politiker (CDU), förbundspresident
  - Oliver Smithies, brittisk-amerikansk patolog, mottagare av Nobelpriset i fysiologi eller medicin 2007
- 2020 – Qabus ibn Said (eller Qabus bin Said), kung (sultan) av Oman
- 2023
  - Jeff Beck, brittisk gitarrist
  - Konstantin, kung av Grekland
- 2024 – Göte Wilhelmson, svensk pianist och orkesterledare